# Dans les yeux d'Émilie
Pour les articles homonymes, voir Émilie.
Singles de Joe Dassin
Et l'amour s'en va
(1977) Maria
(1977)
Clip vidéo
[vidéo] « Dans les yeux d'Émilie (télévision, 1977) », sur YouTube
Dans les yeux d'Émilie est une chanson d'amour de Joe Dassin, écrite par Pierre Delanoë et Claude Lemesle, et composée par Yvon Ouazana et Vivien Vallay,, single extrait de son album Les Femmes de ma vie de 1978, un des nombreux grands succès de sa carrière.

## Histoire
Après le succès international phénoménal de sa chanson d'amour L'Été indien de 1975, des paroliers Pierre Delanoë et Claude Lemesle, sur le thème de l'été indien en Amérique du Nord, Joe Dassin réalise une nouvelle chanson d'amour avec les mêmes paroliers. Le thème est celui des souvenirs à la fois nostalgiques et enflammés de son histoire d'amour avec Émilie, dans le quartier du Vieux-Québec, au bord du fleuve Saint-Laurent, au Québec.

## Analyse
Pierre Delanoë et Claude Lemesle écrivent une chanson sur une histoire d’amour pour une jeune Québécoise prénommée Émilie. Dans cette chanson tendre, Joe Dassin enchaîne les descriptions de la ville de Québec et les références à leur amour.
Or, l’idylle ne dure jamais longtemps. Dès le retour du Saint-Laurent (dégivre), le fleuve traversant le Québec, Émilie s’en va. Dans une saison où fleurissent normalement les amours, Joe Dassin perd celle qu’il aimait. La joie de vivre s’en va pour laisser la place aux souvenirs et à la mélancolie.

## Classements
Le single est vendu à 250 000 exemplaires.
| Classement (1978) | Meilleure position |
| ----------------- | ------------------ |
| France (IFOP)     | 8                  |

## Liste des pistes
Single 7" CBS 5928
1. Dans les yeux d'Émilie (3:40)
2. Maria (4:40)[1],[2]

## Reprises
- 2005 :  Pierre Lapointe sur l'album Salut Joe ! Hommage à Joe Dassin (Tacca Musique)
- 2013 : Bart Kaëll (en néerlandais sous le titre Zonneschijn)[11]
- 2013 : Hélène Ségara avec Joe Dassin sur l'album Et si tu n'existais pas[12]
- 2014 : Les Spams sur l'album Spams Saison 3[13]
- 2015 : Joe Dassin et les Chœurs de l'Armée rouge, sur l'album Joe Dassin chante avec les Chœurs de l'Armée Rouge[14],[15]

## Utilisations populaires

### Prémices
Dans les années 2010, la banda « l'Harmonie de Pomarez » fait une reprise de la chanson, reprenant principalement le refrain et y ajoutant des chants de type « oh, oh, ooooohh ». Elle sera notamment jouée lors d'une compétition départementale sportive, la Coupe des Landes de basket-ball, dont la finale est alors organisée dans la commune de Pomarez. Patrick Beesley, directeur technique national de la Fédération française de basket-ball, est à l'initiative de sa popularisation, en tant qu'hymne officieux de l'équipe de France masculine de basket-ball lors du championnat d'Europe 2015,,,,.

### Autres événements
Après cet événement en 2015, la « version banda » est fréquemment reprise sur le territoire français, que ce soit dans les événements sportifs ou culturels.
La chanson vient clore le carnaval de Dunkerque, juste après le rigodon final.
En 2023, elle connaît un engouement populaire très fort, d'abord rejouée fréquemment lors des ferias estivales, avant de devenir l'hymne officieux de la Coupe du monde de rugby à XV 2023 organisée en France en septembre et octobre.